# Yakov Kreizberg

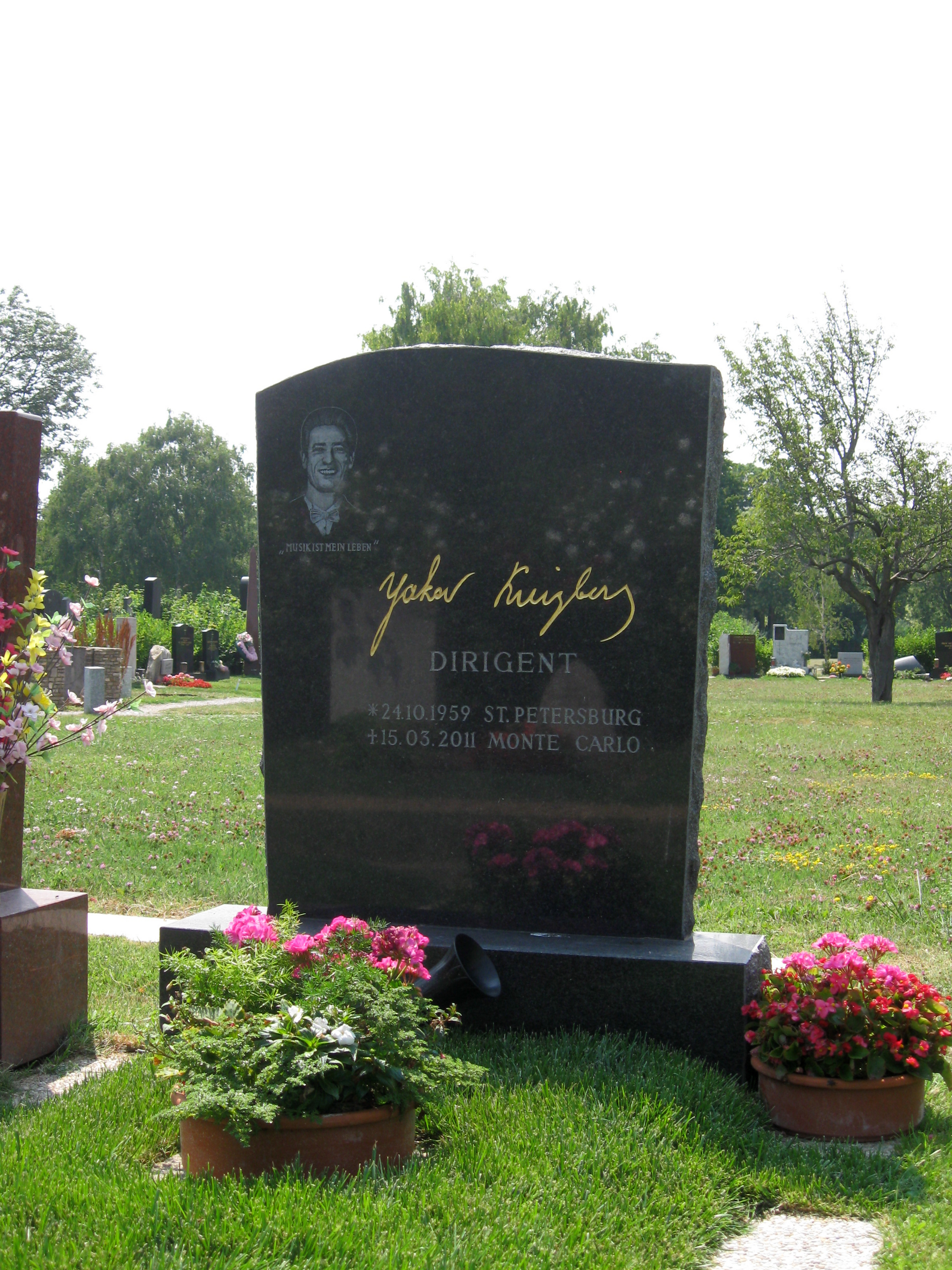
Graf van Yakov Kreizberg

Yakov Kreizberg (Russisch: Яков Маевич Крейцберг, Yakov Maevich Kreitsberg) (Leningrad, 24 oktober 1959 – Monte Carlo, 15 maart 2011) was een Amerikaanse dirigent van Russische afkomst. Kreizberg was onder meer chef-dirigent van het Nederlands Philharmonisch Orkest en het Nederlands Kamerorkest, en de eerste gastdirigent van de Wiener Symphoniker.

## Opleiding
Kreizberg begon zijn opleiding in zijn geboortestad in de vakken piano, compositie en orkestdirectie. Toen hij 16 jaar oud was emigreerde hij naar de Verenigde Staten, waar hij verder studeerde aan het Mannes College en in Ann Arbor. Kreizberg studeerde bij Ilya Musin, en later in Tanglewood en het Los Angeles Philharmonic Institute. Een van zijn belangrijkste docenten was Leonard Bernstein.

## Activiteiten
Van 1994 tot 2001 was hij algeheel muzikaal leider (Generalmusikdirektor) van de Komische Oper Berlin. Daarnaast was hij ook chef-dirigent van het Bournemouth Symphony Orchestra van 1995 tot 2000.
Vanaf 1992 dirigeerde hij onder andere het London Symphony Orchestra, het Orchestre de Paris, het Gewandhausorchester Leipzig, de Tsjechische Philharmonie, het Russisch Nationaal Orkest, de New York Philharmonic, het Philadelphia Orchestra, het Chicago Symphony Orchestra, het Los Angeles Philharmonic Orchestra. Hij was ook gastdirigent bij vooraanstaande operagezelschappen, zoals de Royal Opera House (Covent Garden), Glyndebourne, de English National Opera, de Lyric Opera of Chicago, het Bregenz Festival en de Canadian Opera.
Vanaf 2003 tot zijn overlijden in 2011 was Kreizberg, als opvolger van Hartmut Haenchen, chef-dirigent van het Nederlands Philharmonisch Orkest en het Nederlands Kamerorkest.
In oktober 2007 werd bekend dat Kreizberg benoemd was (voor een periode van vijf jaar) als chef-dirigent van het Philharmonisch Orkest van Monte Carlo ingaande in september 2009.

## Discografie
Kreizberg nam op voor het label Pentatone Classics, waaronder opnames van het Nederlands Philharmonisch Orkest en het Nederlands Kamerorkest, de Wiener Symphoniker en het Russisch Nationaal Orkest. Voor zijn eerste opname met de Wiener Symphoniker van de Zevende symfonie van Anton Bruckner werd hij in 2006 in twee categorieën voor een Grammy Award genomineerd, waaronder de categorie "Best orchestral performance". Zijn discografie omvat verder symfonieën van Antonín Dvořák en Franz Schmidt. Verder nam hij meerdere cd's op met de violiste Julia Fischer, die met de Diapason d’Or en de Echo-Prijs onderscheiden werden.

## Persoonlijk
Hij was de broer van de dirigent Semyon Bychkov, op wiens aanraden Kreizberg zelf de naam van zijn moeder aannam nadat hij naar de Verenigde Staten was geëmigreerd. Hij was getrouwd met de dirigente Amy Andersson. Kreizberg stierf op 15 maart 2011 in zijn huis in Monaco na een slopende ziekte.